# 増三和音

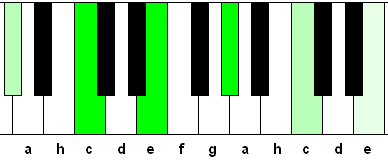
鍵盤に見るCを根音とした増三和音

増三和音（ぞうさんわおん、英: augmented triad）は、根音（基礎となる音）、根音から長三度（4半音）上の音、根音から増五度（8半音）上の音の3音で構成される三和音である。

## 概要

### 各言語での呼称
- 英語: augmented triad （オーグメンテッド・トライアド）
  - 日本語ではオーギュメントと言われることも多いが、オーグメントのほうが実際の発音に近い。 また、稀に見るaugumentという表記は誤りである。
- ドイツ語: übermäßiger Dreiklang（ ユーバーメースィガー・ドライクラング）

### 構成音
- 根音
- 長三度（M3）
- 増五度（aug5）

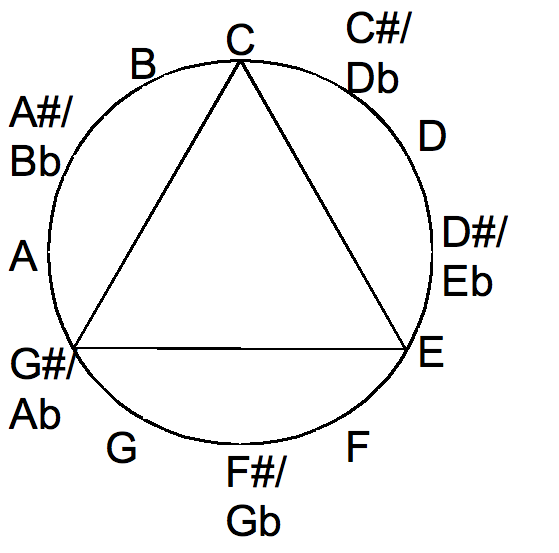
増三和音はオクターヴを長三度（+4半音づつ）で3等分した形となる

以上の3音から構成される三和音である。長三和音の5番目の音を半音あげて増5度としたため、不協和音扱いとなる。第五音と、根音の1オクターヴ上の音との間は減四度であるが、これは12平均律においては異名同音程である長三度に等しい。その結果、増三和音は1オクターヴ（=12半音）を3つの長三度（=4半音）で等分した形となる。

## 主な用法
一般的な用法としては、ハ長調の時（増三和音はC+で表す）、

C→C+→F

などの和音進行で用いる。
同じ和音が続いて和音進行に面白みが感じられない場合、クリシェとして次のように用いられる。たとえばハ長調において主和音 C が連続する場合、次のようなクリシェが用いられることがある。
ハ長調
C→C+→C6omit 5th→C+→C
ジャズでは、ドミナントコードとして7thなど、四和音以上が使われる。
The BeatlesのAll My Lovingのサビの部分で
C#m→C+→E
のコード進行で、EとG#の音を変えずにC#→C→Bの遷移を用いることにより、間に不安定な増三和音をはさんで並行調のマイナーからメジャーに解決している。